# Adriana Carmona
Adriana Carmona (n. 3 decembrie 1973, Puerto La Cruz⁠(d), Venezuela) este o sportivă ce a reprezentat Venezuela, medaliată olimpică. A participat la 2 ediții ale Jocurilor Olimpice (2004, 2008) în care a câștigat o medalie de bronz.